# Gymnophthalmus leucomystax
Gymnophthalmus leucomystax — вид ящірок родини гімнофтальмових (Gymnophthalmidae). Мешкає в Бразилії і Гаяні.

## Поширення і екологія
Gymnophthalmus leucomystax мешкають на північному сході бразильського штату Рорайма та на півдні Гаяни, в регіоні Савана Рупунуні. Вони живуть у саванах лавраду.